# サイクロバクター・アクイマリス
サイクロバクター・アクイマリス（Psychrobacter aquimaris）はプロテオバクテリア門ガンマプロテオバクテリア綱シュードモナス目モラクセラ科サイクロバクター属の種の一つであり、グラム陰性、非胞子形成性、非運動性の真正細菌である。韓国の南海から分離された。